# 山汐丸護航航空母艦
山汐丸護航航空母艦（日语：／ Yamashio Maru ?）是日本在第二次世界大戰時建造的航空母艦，但比較特別的是它是屬於日本帝國陸軍而非日本帝國海軍。

## 基本資料
- 全長:148米
- 艦闊:20.4米
- 吃水:9米
- 飛行甲板長:125米
- 基本排水量:10,605噸
- 滿載排水量:15,864噸
- 動力:2部總馬力4,500匹馬力蒸汽鍋爐
- 最快航速:15節
- 航程:9,000海里(13節航速)
- 武裝:2門二年式150毫米口徑迫擊炮(反潛用)+16門九六式25毫米高射機炮+120發深水炸彈
- 乘員:221人
- 艦載機:8架三式指揮連絡機

## 設計

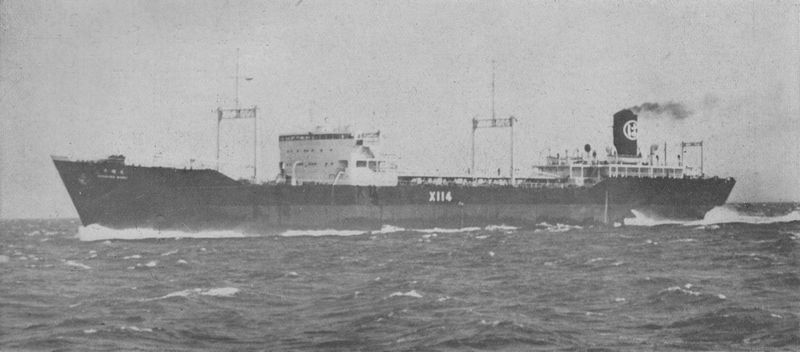
2TL運油船

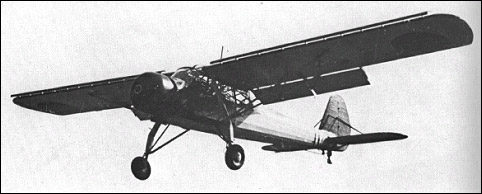
三式指揮連絡機

山汐丸和海軍的島根丸一樣是用戰時標準船改造而成，但陸軍用的是2TL運油船，這是一種比1TL運油船更大型但也更慢的運油船，2TL運油船由三菱長崎造船廠設計，在戰時建造了28艘，其中失去了20艘
當時日本陸軍要求山汐丸要能從日本直航至新加坡而無需中途加油，同時要能帶備足夠的糧食和食水，航空燃料要能運送8,000公升和10,000噸重油，當中可看出山汐丸除了作為護航航空母艦之外還依然作為運油船
山汐丸被改造成航空母艦的工序也同樣把甲板上的建築拆去，再加上飛機庫和飛行甲板，其使用的艦載機是三式指揮連絡機，這是當時日本陸軍唯一可用的艦載機，因為可以在短距離昇降，除此之外，本艦也較為重視反潛作戰，它有兩門作為反潛臼炮使用二式迫擊炮和120發深水炸彈

## 結局
山汐丸的建造工程進度緩慢，當它完工時已是1945年1月27日，但當時日本的海上航線已完全斷絕，山汐丸已無出海的機會而是停泊於橫濱造船廠旁的海上，當時就連武器也沒有裝上，2月17日，美國艦載機大舉空襲，山汐丸被一枚炸彈及多枝火箭命中而被擊沉，1946年7月被重新打撈出水面，但在拆毀的過程中船頭斷開，其餘的船身唯有注入水泥當成系留棧橋使用
山汐丸有兩艘同型船，分別是千種丸和瑞雲丸，兩艘後來都作為運油船在二戰後繼續使用了一段時間。